# Mount Adam Joachim
Mount Adam Joachim är ett berg i Kanada.   Det ligger i provinsen Alberta, i den centrala delen av landet, 3 100 km väster om huvudstaden Ottawa. Toppen på Mount Adam Joachim är 3 094 meter över havet, eller 424 meter över den omgivande terrängen. Bredden vid basen är 3,7 km.
Terrängen runt Mount Adam Joachim är huvudsakligen bergig.Trakten runt Mount Adam Joachim är nära nog obefolkad, med mindre än två invånare per kvadratkilometer.. Det finns inga samhällen i närheten. 
Trakten runt Mount Adam Joachim består i huvudsak av gräsmarker.